# Bug Buster
Bug Buster è un film statunitense del 1998 diretto da Lorenzo Doumani.

## Trama
Dopo che il sindaco ha utilizzato una sostanza potenzialmente pericolosa per proteggere la piantagione locale, la città lacustre di Mountview, in California, viene attaccata da una specie letale di scarafaggi. Quando alcuni abitanti della città vengono uccisi, il sindaco chiede aiuto ad un eccentrico sterminatore di parassiti al fine di impedire ulteriori danni agli abitanti locali.